# Abdul Mejide II
Abdul Mejide II ou Abdülmecid II (em turco otomano: عبد المجید ثانی romanizado: ʿAbdü'l-Mecîd-i sânî; em turco: II. Abdülmecid;   29 de maio de 1868 – 23 de agosto de 1944) foi o último Califa Otomano, o único califa da República da Turquia e chefe da Família Osmanoğlu de 1926 a 1944. Ao contrário dos califas anteriores, ele usou o título Halîfe-i Müslimîn (Califa dos Muçulmanos), em vez de Emîrü'l-Mü'minîn (Comandante dos Fiéis). 
Ele também era um artista relativamente famoso e um esteta turco, interessado em arte e nas formas de promovê-la, principalmente literatura, pintura e música, na Turquia. Após a abolição do califado otomano, ele foi sucedido por alguns meses por Hussein bin Ali, que era mais reconhecido no mundo árabe, mas essa tentativa também terminou.
Ele morreu em Paris em 1944 e foi enterrado como califa em Medina.

## Biografia
Em 30 de maio de 1868,  ele nasceu no Palácio Dolmabahçe, Beşiktaş, Istambul, filho do então sultão Abdulazize e sua consorte Hayranidil Kadın. Ele era o irmão mais novo de Nazime Sultan. Ele foi educado em particular. Segundo testemunhos, ele concordou com casamentos entre primos dentro da dinastia otomana para reduzir as tensões dentro da dinastia. 
De acordo com o costume otomano tardio, Abdul Mejide ficou confinado no palácio até os 40 anos. Em 4 de julho de 1918, seu primo Maomé VI tornou-se sultão e Abdul Mejide foi nomeado príncipe herdeiro.  Ele se interessou por literatura e fundou a Sociedade Pierre Loti em 1920 para promover as obras do autor e traduzi-las para o turco.  Ele também tinha um interesse genuíno pela pintura e pintava muito, tentando desenvolver a arte realista no Império Otomano e na música, pois também era compositor.   Ele tocava piano. 

### Califado
Quando seu primo foi deposto em 1º de novembro de 1922, o Sultanato Otomano foi abolido. Mas em 19 de novembro de 1922, o príncipe herdeiro foi eleito califa pela Assembleia Nacional Turca em Ancara.  Estabeleceu-se em Istambul  em 24 de novembro de 1922. A escolha de Abdul Mejide como califa não foi evidente para todos os muçulmanos, e houve uma quantidade significativa de críticas islâmicas e políticas de dentro e de fora do Império Otomano.    Houve de facto um conflito entre certos muçulmanos, por exemplo na Palestina, que se opuseram às figuras de Hussein bin Ali e Abdul Mejide para suceder a Maomé VI.  As potências coloniais ocidentais, como a França ou o Reino Unido, estavam muito atentas a estes desenvolvimentos.  Um desses críticos foi Muhammad Rashid Rida, que afirmou que lhe faltavam algumas das qualidades necessárias para ser califa. 
No entanto, embora tenha sido criticado quando assumiu o cargo, parece que a grande maioria dos muçulmanos optou por reconhecê-lo. 
Abdul Mejide foi alvo da propaganda kemalista que usou o facto de ele ter ocupado o Palácio de Yıldız em Istambul, e foi posteriormente retratado como tendo-o reivindicado injustamente para si.  Ele também estava descontente com a transferência de certas responsabilidades de Istambul para Ancara ; por exemplo, ele estava zangado com a realocação de uma unidade de banda militar. 
Em 3 de março de 1924, seis meses após a fundação da República da Turquia, o Califado Otomano foi abolido e a Dinastia Otomana foi deposta e expulsa da Turquia.  

### Exílio e morte
O califa era nominalmente o líder religioso e político supremo de todos os muçulmanos do mundo, com o objetivo principal de prevenir o extremismo ou proteger a religião da corrupção.  Na última sessão das negociações orçamentárias, em 3 de março de 1924, o vice-xeque Saffet Efendi de Urfa e seus 53 amigos exigiram a abolição do califado, argumentando que não era mais necessário. Isto foi aprovado pela maioria dos votos e uma lei foi estabelecida. Com a mesma lei, foi decidido expulsar todos os membros da dinastia otomana. Mustafa Kemal Atatürk, no entanto, ofereceu o califado a Ahmed Sharif as-Senussi, com a condição de que ele residisse fora da Turquia; Senussi recusou a oferta e confirmou seu apoio a Abdul Mejide.  Ele foi sucedido por Hussein bin Ali no mundo árabe, com o apoio de seu primo, Maomé VI      mas essa tentativa também terminou rapidamente. 
Embora Abdul Mejide e sua família estivessem chateados com a decisão, eles não queriam que o povo se revoltasse, então foram secretamente de carro do Palácio Dolmabahçe para Çatalca às 5:00 da manhã seguinte. Aqui, depois de serem hospedados pelo chefe da Rumeli Railways Company por um tempo, eles foram colocados no Simplon Express.  Quando deixou a Turquia, viajou para a Suíça.  Contudo, contrariamente às expectativas, não foi recebido por uma delegação ou cerimónia, mas simplesmente como um viajante comum.  Ele também estava em uma situação financeira difícil. 
Quando Abdul Mejide II chegou à Suíça, foi detido na fronteira por um tempo, mas foi admitido no país após um atraso.  Na Suíça, ele disse diversas vezes que estava chateado com a abolição do califado e que isso traria caos ao mundo islâmico, com o aumento do extremismo. Mas depois de o governo turco ter pressionado o governo suíço, Abdulmejid nunca mais foi autorizado a fazer tais discursos na Suíça.  Depois de permanecer na Suíça por um tempo, ele se mudou para Nice, França, em outubro de 1924.  
Abdul Mejide viveu uma vida tranquila em Nice, França.  Sua filha Dürrüşehvar Sultan e sua sobrinha Nilüfer Hanım Sultan se casaram com os filhos do Nizam de Hyderabad, uma das pessoas mais ricas do mundo; graças a isso, sua situação financeira melhorou. Como não obteve o apoio esperado do mundo islâmico para a restauração do califado, ele começou a se concentrar mais na adoração, na pintura e na música. 
Abdul Mejide, que mais tarde se estabeleceu em Paris, costumava realizar as orações de sexta-feira na Grande Mesquita de Paris com outros muçulmanos da região. Após a partida de seus queridos netos e filho, que deixaram a França para se casar com os príncipes de Kavala, no Egito, ele passou dias dolorosos sozinho. Ele escreveu um livro de memórias de 12 volumes, preservado por sua filha Dürrüşehvar Sultan.
Em 23 de agosto de 1944, Abdulmejid II morreu em sua casa na 15ª Avenida du Maréchal Mounoury, Paris, devido a um ataque cardíaco.   Sua morte coincidiu com a libertação de Paris da ocupação alemã. Apesar dos esforços do sultão Dürrüşehvar, o governo turco não permitiu que seu funeral fosse realizado na Turquia. Posteriormente, seus restos mortais foram preservados na Grande Mesquita de Paris por dez anos. Finalmente, quando a mesquita não pôde mais manter seu corpo, ele foi transferido para Medina, onde foi enterrado. Seu antecessor, Maomé VI, foi enterrado em Damasco, por Faisal I.   Isso é explicado pela proibição imposta pelos kemalistas, Atatürk e depois İnönü, que proibiram o antigo califa de ser enterrado na Turquia.  

### Como artista
Abdul Mejide recebeu o título de General do Exército Otomano, mas não tinha fortes inclinações militares. Ele teve um papel mais significativo como presidente da Sociedade de Artistas Otomanos e foi amigo pessoal de alguns pintores ocidentais, como Fausto Zonaro, que foi influente na arte do Império Otomano.  Ele também esteve ligado ao artista francês Adolphe Thalasso, que lhe dedicou algumas obras. 
Ele é considerado um dos pintores mais importantes da arte otomana do período tardio. Suas pinturas do Harém, mostrando uma reunião musical moderna, e de sua esposa, Şehsuvar Hanım, lendo o romance Fausto de Goethe, expressam a influência da Europa Ocidental em seu círculo de elite.  Elas foram exibidas em uma exposição de pinturas otomanas em Viena em 1918. Seu autorretrato pessoal pode ser visto no Museu de Arte Moderna de Istambul.
Abdul Mejide também era um ávido colecionador de borboletas, uma atividade que ele praticou durante os últimos 20 anos de sua vida. Sua revista favorita era Revue des deux Mondes. 

#### Pinturas

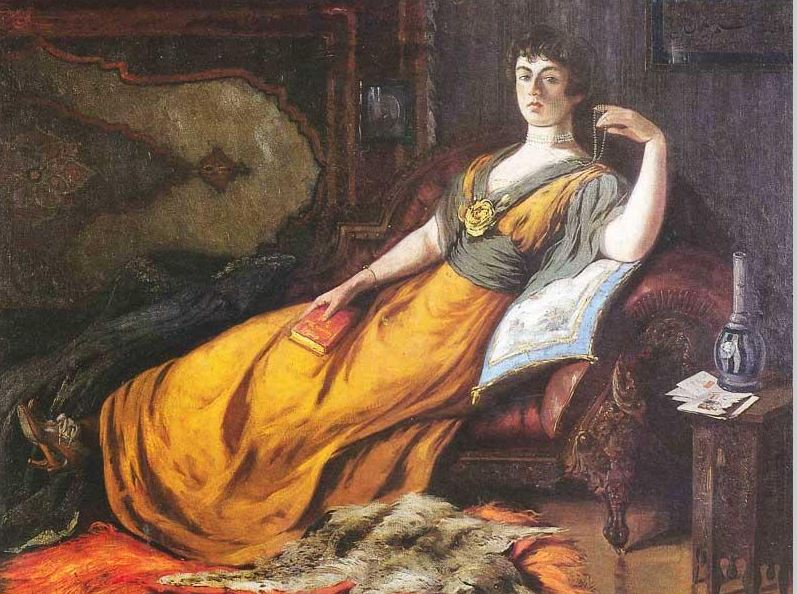
Haremde Goethe, 1898/1917, Museu de Arte e Escultura de Ancara
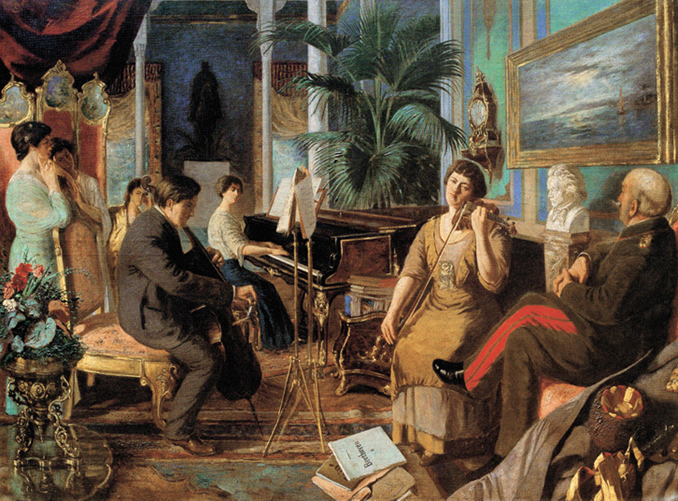
Haremde Beethoven, 1915, Museu de Pintura e Escultura de Istambul
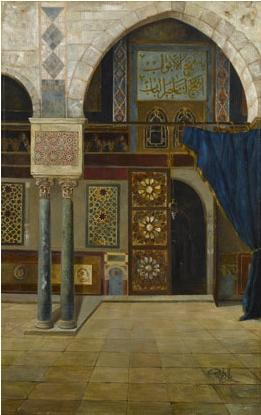
Cami Kapısı, 1920, Museu Sakıp Sabancı
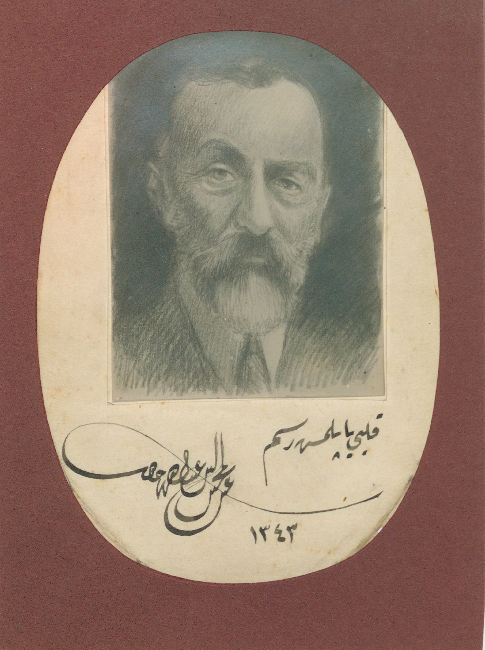
Pintura de Abdülhak Hamit Tarhan, com texto em turco otomano dizendo, "feito com o coração".

### Vida pessoal
A primeira esposa de Abdul Mejide foi Şehsuvar Hanım, uma turca  ou uma Ubykh. Eles se casaram em 23 de dezembro de 1896. Ela era mãe de Şehzade Ömer Faruk,  nascido em 1898.  Ela morreu em Paris em 1945,  e foi enterrada em Cemitério de Bobigny. Sua segunda esposa foi Mihrimah Hanim. Ela morreu no Palácio Nakkaştepe, em 23 de maio de 1899, e foi enterrada na Mesquita Nuhkuyusu, em Istambul.  

Sua terceira esposa  foi Hayrünissa Hanım,  uma circassiana.  Ela não tinha filhos.   Sua quarta esposa foi Mehisti Hanım. Ela era uma circassiana-abecaze. Seu pai era Akalsba Hacımaf Bey, e sua mãe era Safiye Hanım. Eles se casaram em 16 de abril de 1912.  Ela era mãe de Dürrüşehvar Sultan (que se casou com Azam Jah, filho de Mir Osman Ali Khan), nascido em 1914.  Ela morreu em Middlesex, Londres em 1964, e foi enterrado em Cemitério de Brookwood. 

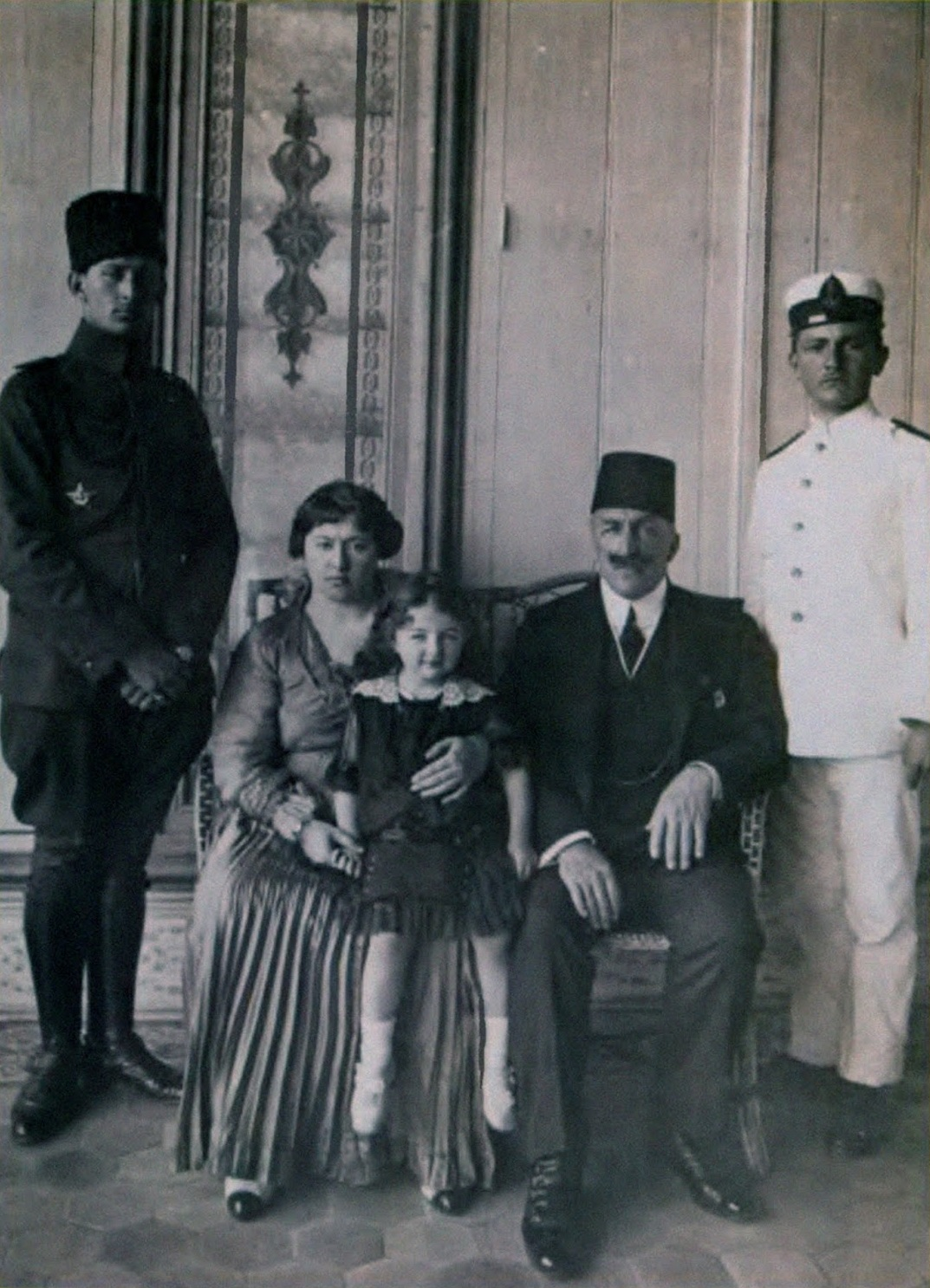
Abdul Mejide II com sua filha Dürrüşehvar e quarta esposa Mehisti Hanım
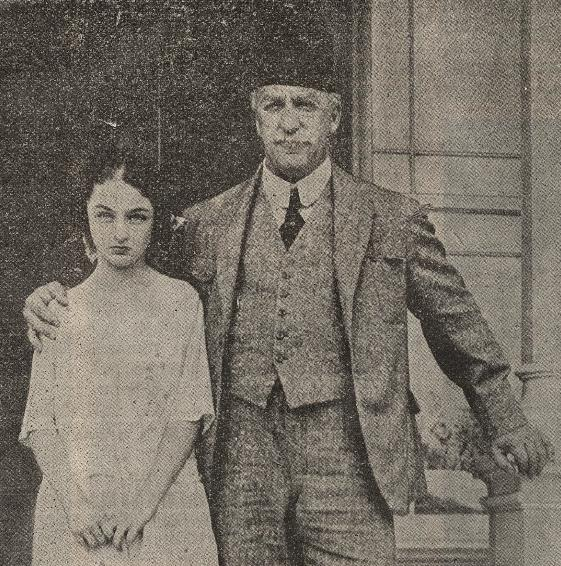
Abdul Mejide II e Dürrüşehvar

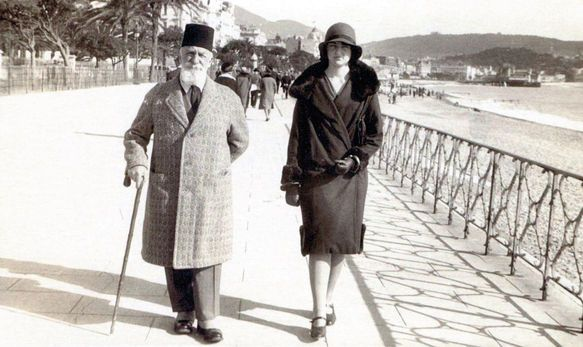
Abdul Mejide II e Dürrüşehvar na Promenade des Anglais, Nice, França
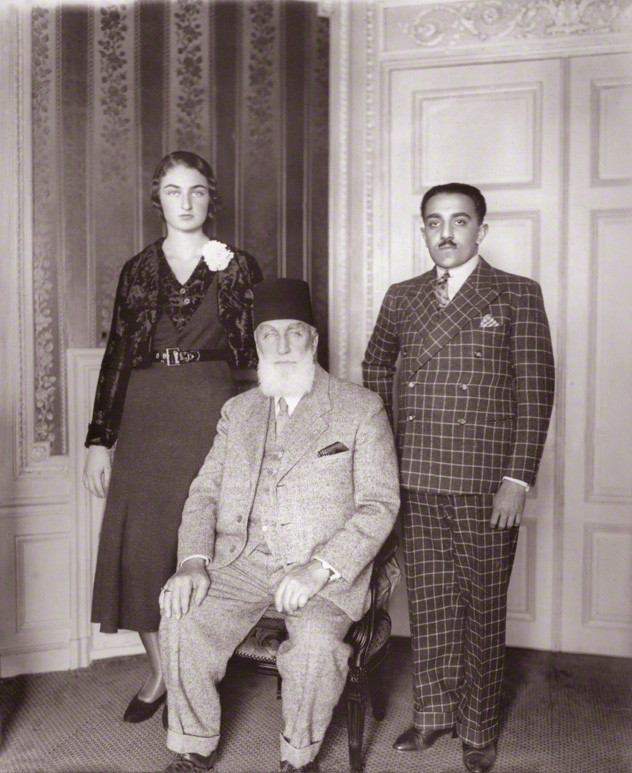
Princesa Dürrüşehvar Sultão, Princesa de Berar; Califa Abdul Mejide II da Dinastia Otomana e Nawab Azam Jah, Príncipe de Berar, 1931

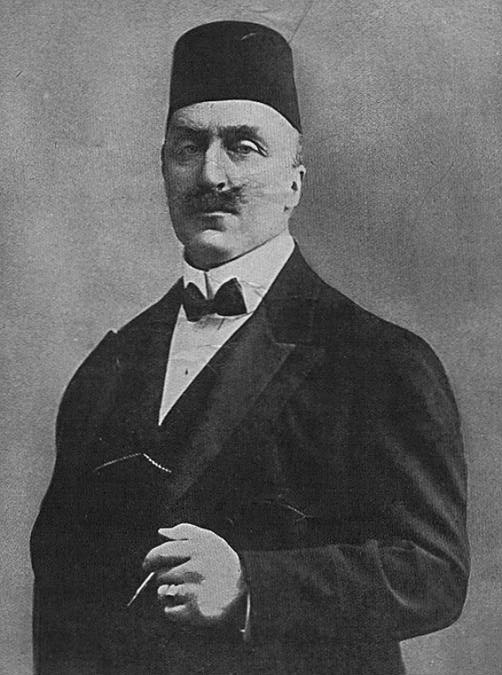
Abdul Mejide II
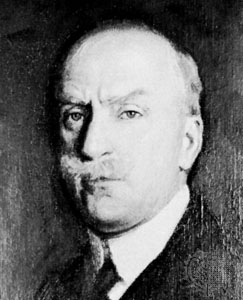
Retrato de Abdulmejid II no Museu do Palácio de Topkapi
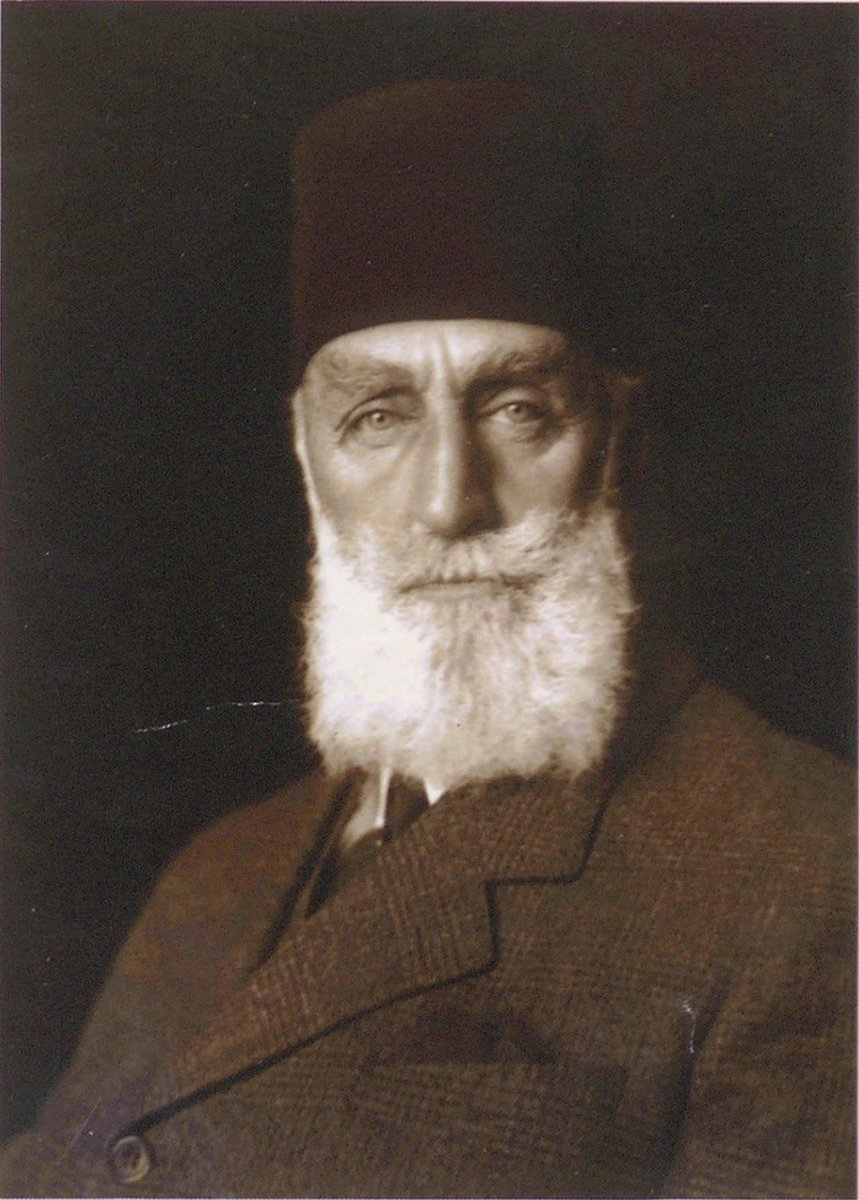
Abdul Mejide II
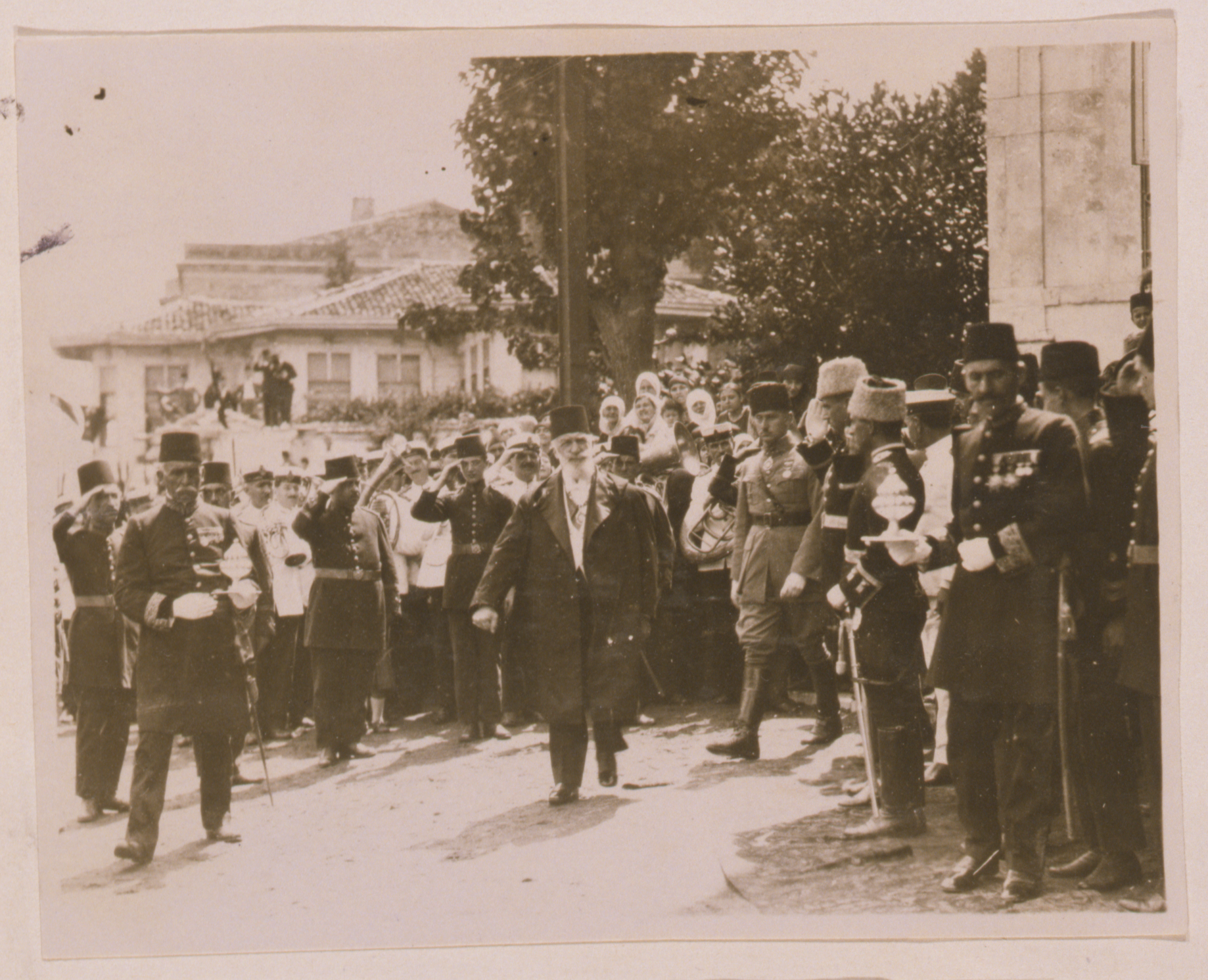
O Califa caminhando com uma comitiva de soldados, oficiais e uma banda de música enquanto mulheres assistem
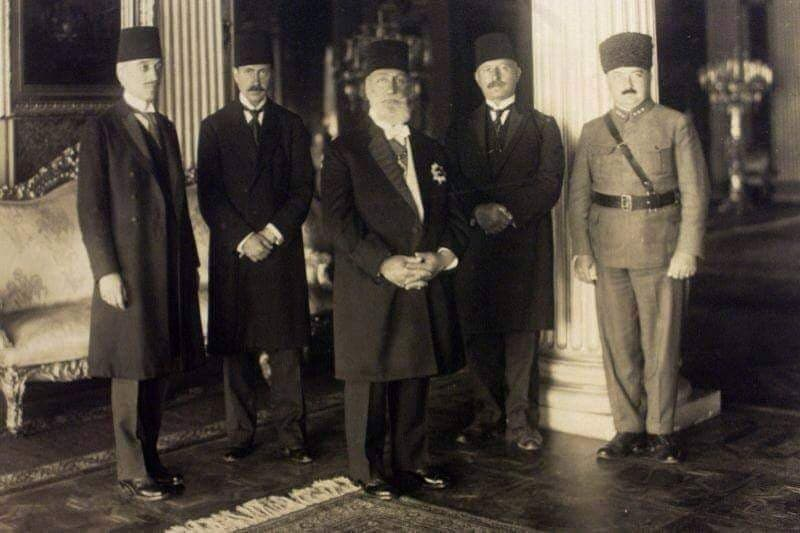
O Califa sendo oficialmente informado de seu destronamento

## Honras

### Honras Otomanas
- Império Otomano: Ordem da Casa de Osmã, com Jóias [58] [59]
- Império Otomano: Ordem da Glória, com Jóias [58] [59]
- Império Otomano: Medalha Imtiyaz, com Jóias [58] [59]
- Império Otomano: Ordem de Osmanieh, com Jóias [58] [59]
- Império Otomano: Ordem do Medjidie, com Jóias [58] [59]
- Império Otomano: Medalha Iftikhar Sanayi [58] [59]
- Império Otomano: Medalha de Guerra Imtiyaz em Ouro [59]
- Império Otomano: Medalha de Ouro da Marinha de Destaque [59]

### Honras Estrangeiras
- Áustria-Hungria: Grã-Cruz da Ordem de Leopoldo, 6 de junho de 1918[60]
- Pérsia: Ordem da Coroa, 2ª Classe, 23 de agosto de 1919[61]

### Brasão

Brasão de Armas do Califa

## Família

### Consortes
Abdul Mejide II teve quatro consortes:   
- Şehsuvar Kadın (2 de maio de 1881 – 1945). Eles se casaram em 22 de dezembro de 1896 e tiveram um filho.
- Hayrünnisa Kadın (2 de março de 1876 – 3 de setembro de 1936). Ela nasceu em Bandırma, Turquia. Eles se casaram em 18 de junho de 1902 no Palácio Ortakoy. Ela morreu em Nice. Hayrünisa era extremamente bem-educada e uma virtuose do violoncelo. Ela foi retratada pelo marido enquanto brincava.
- Mihrimah Bihruz Kadın (24 de maio de 1893 – 1955). Ela nasceu em İzmit. Eles se casaram em 21 de março de 1912 no Palácio Çamlıca. Ela morreu em Istambul.
- Atiye Mehisti Kadın (27 de janeiro de 1892 – 1964). Ela nasceu em Adapadari. Eles se casaram em 16 de abril de 1912 no Palácio Bağlarbaşı e tiveram uma filha. Ela morreu em Londres.

### Filhos
Abdul Mejide II teve um filho e uma filha:   
- Şehzade Ömer Faruk (27 de fevereiro de 1898 - 28 de março de 1969) - com Şehsuvar Kadın. Casou-se duas vezes com duas primas e teve três filhas do primeiro casamento.
- Hatice Hayriye Ayşe Dürrüşehvar Sultan (26 de janeiro de 1914 - 7 de fevereiro de 2006) - com Mehisti Kadın. Ela se casou com um príncipe indiano e teve dois filhos.